# SOS

SOS na italské dopravní značce umístění tísňového telefonu

SOS (SOS, · · · − − − · · ·   poslech) je nejznámější mezinárodní tísňový signál v Morseově abecedě.
Signál byl původně přijat německou vládou a v platnost vešel 1. dubna 1905. Celosvětovým standardem se stal 1. července 1908, kdy byl schválen státy účastnícími se námořní dopravy. Mezi prvními použila tento signál 10. června 1909 britská osobní loď Slavonia, poté co u ostrova Flores (Azory) narazila na útes.
Začátkem roku 1999 bylo použití morseovky, jako prostředku tísňového volání pro lodi s výtlakem nad 300 tun, oficiálně zrušeno. Telegraf byl nahrazen satelitním a radiovým spojením GMDSS (Global Maritime Distress and Safety System, česky Globální námořní tísňový a bezpečnostní systém).
Signál sestává ze 3 teček, 3 čárek a 3 teček, vysílaných bezprostředně za sebou, lze interpretovat i jako znaky S, O a S. Jedním z častých vysvětlení je, že signál vznikl jako zkratka anglických vět „Save Our Souls“ (česky Spaste naše duše) nebo „Save Our Ship“ (Zachraňte naši loď), to však není pravda. Svůj původ má ve snadném signalizování v Morseově abecedě a není zkratkou žádného slovního spojení.